# 피치 항공의 운항 노선
2019년 5월 기준으로, 피치 항공은 다음의 노선을 운항하고 있다.

## 운항 노선

### 아시아

#### 동아시아
- 대한민국
  - 서울
    - 김포국제공항 - (2025년 4월 20일 신규취항)[2]
    - 인천국제공항
- 중화인민공화국
  - 상하이 - 상하이 푸동 국제공항
- 홍콩
  - 홍콩 - 홍콩 첵랍콕 국제공항
- 일본
  - 도쿄 - 하네다 국제공항
  - 도쿄 - 나리타 국제공항 허브
  - 나고야 - 주부 국제공항
  - 오사카 - 간사이 국제공항 허브
  - 가고시마 - 가고시마 공항
  - 구시로 - 구시로 공항
  - 나가사키 - 나가사키 공항
  - 니가타 - 니가타 공항
  - 마쓰야마 - 마쓰야마 공항
  - 메반베쓰 - 메반베쓰 공항
  - 미야자키 - 미야자키 공항
  - 센다이 - 센다이 공항
  - 삿포로 - 신치토세 공항
  - 아마미 - 아마미 공항
  - 오이타 - 오이타 공항
  - 오키나와 - 나하 공항 허브
  - 이시가키 - 신이시가키 공항
  - 후쿠오카 - 후쿠오카 공항
- 중화민국
  - 타이베이 - 타이완 타오위안 국제공항
  - 가오슝 - 가오슝 국제공항

#### 동남아시아
- 태국
  - 방콕 - 수완나품 국제공항

## 단항 노선

### 아시아

#### 동아시아
- 대한민국
  - 부산 - 김해국제공항